# Coraichitas
Coraichitas, Quraish o Quraysh (en árabe: قريش‎, romanizado: qurayš) es la tribu árabe que controlaba La Meca y su Kaaba. Mahoma nació en el clan Banu Háshim de esta tribu Quraysh. Esta tribu también es conocida, en otras transliteraciones en caracteres latinos, como "Quresh", "Qurish", "Qirsh", "Qureshi", "Kuraish", "Qurays", "Quraysíes", "Qurrish", "Koraish", "Koreish" y "Coreish".
Como otras tribus de la Arabia preislámica, su nombre es el de un animal que en origen debió de ser totémico. En este caso se trata del tiburón: quraysh (diminutivo de qirsh قرش, «tiburón») significa «tiburoncito». Los qurayshíes descienden de un lejano antepasado llamado Quraysh o Fihr (فهر). Seis generaciones más tarde, otro antepasado famoso, Qusay ibn Kilab ( قصي بن كلاب ), logró federar a los distintos clanes de la tribu y se apoderó de La Meca, de sus pozos de agua y de la peregrinación a la Kaaba, que ya era objeto de culto en tiempos anteriores al islam como panteón. Qusay era bisabuelo de Háshim, fundador del clan de los hashimíes, al que pertenecía Mahoma y del cual descienden también actualmente los monarcas jordanos.
La tribu de Quraysh fue, paradójicamente, la que más combatió a los primeros musulmanes, obligándolos a emigrar de La Meca a Medina y actualizando así el dicho de que nadie es profeta en su tierra. Uno de los tíos de Mahoma, Abu Lahab, es maldecido en el Corán por su encarnizamiento antimusulmán. Otra azora (capítulo) del libro lleva por título el nombre de la tribu y exhorta a sus miembros a convertirse a la nueva religión. De hecho, gracias a la conversión oportuna de un qurayshí, Abu Sufyán, que mandaba las tropas que debían enfrentarse al ejército musulmán que avanzaba hacia La Meca, pudo este conquistar la ciudad. Su hijo Muawiya será el primer califa de la dinastía omeya.
Cuando, tras la muerte de Mahoma, se iniciaron los conflictos por su sucesión, una mayoría consideró que los sucesores o califas debían pertenecer a la tribu de Quraysh. Se trata de los que luego fueron llamados suníes. Otra rama, la de los chiíes, defendía que el califa debía ser descendiente de Ali Ibn Abi Tálib, primo del profeta, que también era qurayshí. Solo una rama minoritaria, los jariyíes, pensaba que el califa podía ser cualquier musulmán, incluso aunque no fuera árabe. Un hadiz (dicho o hecho atribuido a Mahoma), probablemente fabricado ad hoc, afirma que los sucesores del profeta debían ser qurayshíes: 

El Mensajero de Dios dice: el califato permanecerá en los Quraysh aunque no quedaran más que dos personas sobre la tierra. (Hadiz 3392).

Todos los califas, pues, fueron descendientes de esta tribu, aunque los dos primeros, Abu Bakr y Úmar, pertenecían a una rama antigua que no descendía de Qusay.

## Cuadro genealógico
|               |   |             |   | Ka`b        |   |             |   |                  |   |             |   |             |   |           |   |           |   |       |
| ┌──────────   | ─ | ─────────── | ─ | ┤           |   |             |   |                  |   |             |   |             |   |           |   |           |   |       |
| Adi           |   |             |   | Murra       |   |             |   |                  |   |             |   |             |   |           |   |           |   |       |
| │             |   | ┌────────── | ─ | ┴────────── | ─ | ─────────── | ─ | ┐                |   |             |   |             |   |           |   |           |   |       |
| Rizah         |   | Taym        |   |             |   |             |   | Kilab            |   |             |   |             |   |           |   |           |   |       |
| │             |   | │           |   |             |   |             |   | │                |   |             |   |             |   |           |   |           |   |       |
| Qort          |   | Sa`d        |   |             |   |             |   | Qusay            |   |             |   |             |   |           |   |           |   |       |
| │             |   | │           |   |             |   |             |   | │                |   |             |   |             |   |           |   |           |   |       |
| `Abd Allah    |   | Ka`b        |   |             |   |             |   | `Abd Manaf       |   |             |   |             |   |           |   |           |   |       |
| │             |   | │           |   |             |   | ┌────────── | ─ | ┤                |   |             |   |             |   |           |   |           |   |       |
| Riyah         |   | `Amru       |   |             |   | `Abd Shams  |   | Háshim           |   |             |   |             |   |           |   |           |   |       |
| │             |   | │           |   |             |   | │           |   | │                |   |             |   |             |   |           |   |           |   |       |
| `Abd al-`Uzza |   | Amir        |   |             |   | Umayya      |   | `Abd al-Muttalib |   |             |   |             |   |           |   |           |   |       |
| │             |   | │           |   | ┌────────── | ─ | ┤           |   | ├───────────     | ─ | ┬────────── | ─ | ┬────────── | ─ | ┬──────── | ─ | ┬───────  | ─ | ┐     |
| Nufayl        |   | Abu Qu`hafa |   | Abu l-`As   |   | Harb        |   | `Abbas           |   | `Abd Allah  |   | Abu Tálib   |   | Al-Harith |   | Abu Lahab |   | Hamza |
| │             |   | │           |   | │           |   | │           |   | │                |   | │           |   | │           |   | │         |   |           |   |       |
| │             |   | │           |   | │           |   | │           |   | │                |   | │           |   |             |   |           |   |           |   |       |
| `Umar         |   | `Aisha      |   | `Uthmán     |   | Omeyas      |   | Abbasíes         |   | Fátima      |   |             |   |           |   |           |   |       |